# Hyla immaculata
Hyla immaculata là một loài ếch thuộc họ Nhái bén.
Đây là loài đặc hữu của Trung Quốc.
Môi trường sống tự nhiên của chúng là rừng ôn đới, vùng cây bụi ôn đới, vùng đồng cỏ ôn đới, sông ngòi, đầm nước, hồ nước ngọt có nước theo mùa, đầm nước ngọt, đầm nước ngọt có nước theo mùa, vùng đồng cỏ, vườn nông thôn, hố lộ thiên, và đất có tưới tiêu.
Chúng hiện đang bị đe dọa vì mất môi trường sống.